# Braggite
La braggite è un minerale.